# Lemnalia laevis
Lemnalia laevis är en korallart som beskrevs av Thomson och Dean 1931. Lemnalia laevis ingår i släktet Lemnalia och familjen Nephtheidae. Inga underarter finns listade i Catalogue of Life.